# ويليام إدوارد سيمز
ويليام إدوارد سيمز (بالإنجليزية: William Edward Sims)‏ هو محامي أمريكي، ولد في 15 مايو 1842، وتوفي في 26 يوليو 1891.